# Kindereisenbahn Krasnojarsk
| Kindereisenbahn Krasnojarsk                     | Kindereisenbahn Krasnojarsk     |
| ----------------------------------------------- | ------------------------------- |
| Umgebauter Toyota-Kleinbus                      |                                 |
| Streckenverlauf der Kindereisenbahn Krasnojarsk |                                 |
| Streckenlänge:                                  | 1,3 km                          |
| Spurweite:                                      | Bis 1961: 305 mm; danach 508 mm |
|                                                 |                                 |

Die Kindereisenbahn Krasnojarsk (russisch Красноярская детская железная дорога, Krasnojarska detskaja schelesnaja doroga) ist eine schmalspurige Parkeisenbahn in der russischen Stadt Krasnojarsk. Die Bahn wurde am 1. August 1936 als erste Kindereisenbahn in Russland eröffnet und ist heute noch in Betrieb. Sie ist eine Struktureinheit der Krasnojarsker Eisenbahn (russisch Красноя́рская желе́зная доро́га, Krasnojarskaja schelesnaja doroga), die wiederum ein Teil der Russischen Eisenbahnen (RŽD) ist.

## Geschichte
Die Bahn wurde nach der bereits 1935 eröffneten Kindereisenbahn von Tiflis am 1. August 1936 als zweite der Sowjetunion eröffnet. Anfangs hatte sie eine Spurweite von 305 mm (Maßstab 1:5). Sie wurde 1962 auf die ungewöhnliche Spurweite von 508 mm umgespurt. Zunächst hatte die Strecke im Zentralpark der Stadt Krasnojarsk eine Länge von 816 m, und seit der Verlängerung im Jahr 2007 beträgt die Länge der inzwischen ringförmigen Strecke 1300 m.
Vor dem Umbau verkehrte die Bahn zwischen zwei Kopfbahnhöfen: Tupikowaja (Тупиковая; ursprünglich Stschastliwoje detstwo, Счастливое детство) und Perwomaiskaja (Первомайская), die inzwischen abgerissen wurden. Das jährliche Transportaufkommen betrug im Jahr 2007 etwa 30.000 bis 40,000 Fahrgäste, die meisten davon Kinder.
Beim Umbau sind die beiden alten Bahnhöfe vollständig abgerissen worden, und zwei neue Stationen wurden gebaut: Jubileinaja (Юбилейная) und Metschta (Мечта).
Die Kindereisenbahn hat unter anderem erzieherische und kulturelle Funktionen: Es werden dort Jugendliche ausgebildet. Jährlich wurden dort anfangs rund achtzig Jugendliche und seit 2006 bis zu hundertzwanzig Jugendliche ausgebildet, so dass es während des 70-jährigen Bestehens etwa siebentausend männliche und weibliche Absolventen gab. Eine der ersten Lokführerinnen war Alina Baidakowa (Алина Байдакова), die ihre Prüfung bereits am Anfang der Saison perfekt bestanden hat und dann den ganzen Sommer als Lokführerin arbeitete. Lokführerinnen gibt es allerdings seit 1956 nicht mehr.

## Schienenfahrzeuge
Die erste Dampflokomotive mit der Nummer 01 der Kindereisenbahn wurde in der Ausbildungswerkstatt des Krasnojarsker ФЗУ-Werkes (фабрично-заводского училища) gebaut. Es war ein 1,5 t schweres Modell einer dreiachsigen Dampflokomotive mit der Achsfolge Су im Maßstab 1:5. Diese Lokomotive wurde von 1936 bis 1961 regelmäßig auf der Kindereisenbahn eingesetzt. Jetzt steht sie als Denkmal auf einem Sockel im Zentralpark von Krasnojarsk.
Das Schienenfahrzeug Junost (Юность) wurde auf dem Chassis eines Moskwitsch-401 in Krasnojarsk gebaut. Von außen sah es wie eine Diesellok der SŽD-Baureihe ТУ3 aus. Die anschließend gebauten Schienenbusse Metschta und  Jubileiny (Юбилейный) basieren auf dem Moskwitsch-412 im Stil von elektrischen Triebwagen der Baureihe ЭР9.
Im Jahr 2007 wurde die alte Diesellokomotive durch den Umbau eines Toyota-Kleinbusses ersetzt.
Die Kindereisenbahn Krasnojarsk ist wegen ihrer ungewöhnlichen Spurweite und den lokal gebauten Schienenfahrzeugen einzigartig, da die meisten anderen Kindereisenbahnen eine Spurweite 750 mm und industriell gebaute Schienenfahrzeuge verwenden.

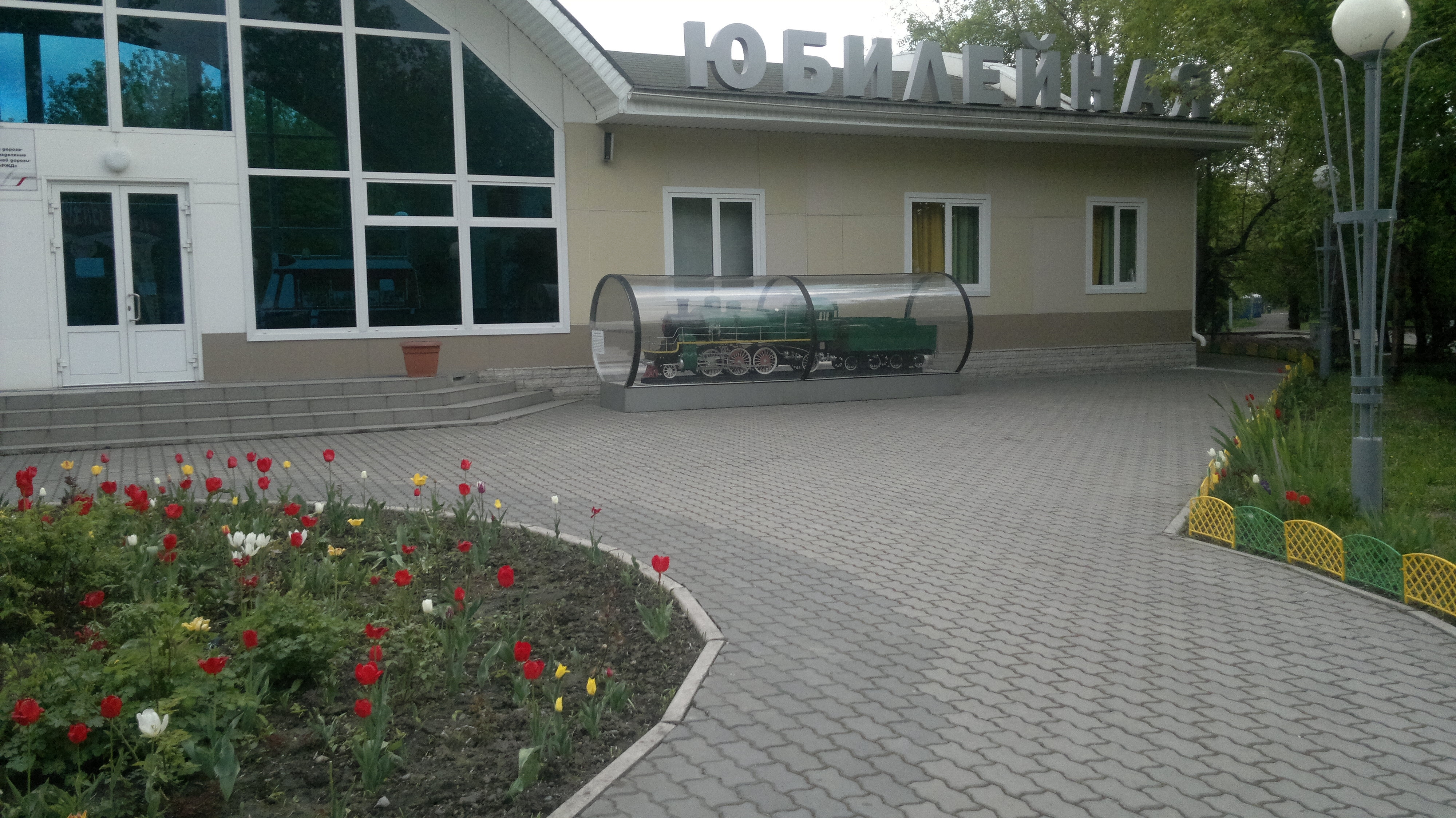
Bahnhof Jubileinaja
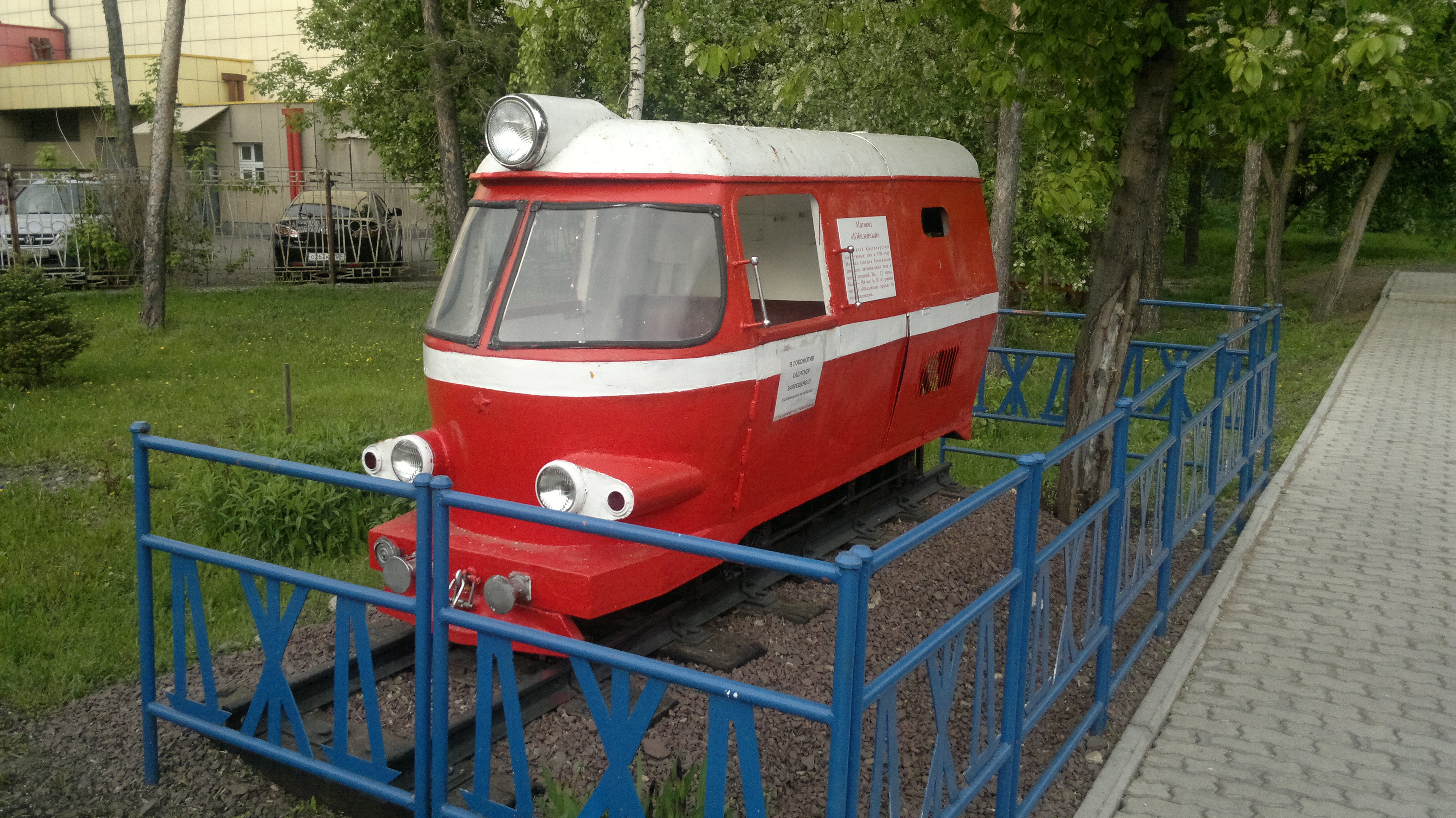
Kleinlokomotive Jubileiny
- Video